# Courtney Fells
Courtney Fells (Shannon, Misisipi, 20 de septiembre de 1986) es un jugador de baloncesto estadounidense que actualmente pertenece a la plantilla del Kvarner 2010 de la A-2 Hrvatska Liga, la segunda división del baloncesto profesional croata. Con 1,96 metros de estatura, juega en la posición de alero.

## Trayectoria deportiva

### Etapa universitaria
En su último año en la escuela secundaria, a Fells le otorgaron el premio Mississippi Gatorade Player of the Year por ser el jugador más destacado de su camada. A causa de ello recibió una beca para estudiar en la Universidad Estatal de Carolina del Norte, por lo que durante cuatro años formó parte de los NC State Wolfpack, el equipo de la institución que competía en la Atlantic Coast Conference de la División I de la NCAA. Durante su paso por el baloncesto universitario actuó en un total de 111 partidos, promediando 9.5 puntos y 3.1 rebotes por encuentro. 

### Etapa profesional
Se presentó al draft de la NBA de 2009 pero no fue seleccionado por ninguna franquicia. Posteriormente participó de la Orlando Summer League, donde fue comparado por su estilo de juego con Keith Bogans. Sin embargo siguió sin despertar interés en la NBA. En consecuencia decidió comenzar a jugar fuera de su país.
Su primer destino fue Chipre, en donde hizo una primera experiencia con el AEL Limassol BC y luego una segunda más breve con el Keravnos B.C. En enero de 2011 fue fichado por el equipo israelí Hapoel Gilboa Galil. 
En el verano de 2011 se unió a los Metros de Santiago de la Liga Nacional de Baloncesto de República Dominicana. Con ese equipo desarrollaría una excelente relación, por lo que en los dos años siguientes retornaría al país caribeño para competir en el campeonato local. En ese lapso, Fells jugó también en Israel, nuevamente con el Hapoel Gilboa Galil y luego con el Hapoel Jerusalem B.C.
El alero retornó a la Orlando Summer League en julio de 2013, en donde jugó con los Boston Celtics junto a Kelly Olynyk, Jayson Granger y Colton Iverson entre otros. En septiembre de ese año se sumó a los Talk 'N Text Tropang Texters de la PBA de Filipinas como sustituto de Tony Mitchell. Sin embargo un par de semanas después fue convocado para participar de la pretemporada de los San Antonio Spurs. Luego de tres encuentros de preparación, fue cortado del plantel; de todos modos Fells recibió la oferta de incorporarse a los Austin Toros de la NBA D-League (equipo afiliado a los San Antonio Spurs) y competir en la temporada 2013-14, cosa que finalmente aceptó. En total jugó en 47 partidos, promediando 18 puntos, 4.8 rebotes y 3 asistencias por encuentro. 
En 2014 declinó la idea de retornar a República Dominicana durante el verano para jugar, en su lugar, en el baloncesto profesional venezolano como miembro de los Bucaneros de La Guaira. Concluido el certamen, partió hacia Turquía, contratado por el Uşak Sportif para actuar en la Türkiye 1. Basketbol Ligi y en el FIBA EuroChallenge.
La temporada 2015-16 la comenzó jugando en San Lorenzo de la Liga Nacional de Básquet de Argentina, pasó luego al Virtus Bologna de la Serie A de Italia y terminó retornando a Turquía como ficha del Trabzonspor Basketbol de la Basketbol Süper Ligi.
En 2016 retornó a la NBA D-League: jugó 10 partidos con los Texas Legends y luego 28 más con los Westchester Knicks. 
Durante el verano de 2017 reapareció en la zona caribeña, esta vez para desempeñarse como jugador de los Atléticos de San Germán del Baloncesto Superior Nacional de Puerto Rico. Tras 16 partidos, fue sustituido por Devin Ebanks.
Fells retornó a Israel tras cuatro años de ausencia como ficha del Hapoel Galil Elyon. Posteriormente hizo lo mismo con República Dominicana, volviendo al país para jugar con el Rafael Barinas del Torneo de Baloncesto Superior y con los Soles de Santo Domingo Este de la Liga Nacional de Baloncesto.
Entre 2018 y 2020 estuvo en Argentina, Uruguay y Chile, pasando brevemente por el Líbano cuando le tocó jugar con el Hoops Club.
La temporada 2021-2022 la disputó en la Superliga de baloncesto de Kosovo, jugando para el KB Kalaja Prizren y el KB Peja. Allí promedio 14 puntos, 5 rebotes y 3.7 asistencias por partido. En agosto de 2022 fue fichado por el Kvarner 2010, equipo de la ciudad croata de Rijeka que juega en la A-2 Hrvatska Liga.